# Millstreet
Millstreet é uma cidade na Irlanda, com uma população de 1 555 pessoas. É famosa por ter recebido o Festival Eurovisão da Canção 1993.